# Palazzo della Farnesina
El Palazzo della Farnesina, llamado a menudo simplemente la Farnesina, es la sede del Ministerio de Asuntos Exteriores de la República Italiana. Se encuentra entre el Monte Mario y el Tíber, en la zona del Foro Itálico de Roma. Su nombre procede de que se sitúa en una zona que perteneció al papa Paulo III Farnese, y aquí estaban los llamados Orti Farnesiani («huertos farnesianos»), de donde proviene el nombre «la Farnesina».

## Edificio
La construcción del edificio fue iniciada en 1937 por los arquitectos Enrico Del Debbio, Arnaldo Foschini y Vittorio Ballio Morpurgo, después de las varias fases de un concurso de arquitectura que contemplaba varias localizaciones del edificio, la última de las cuales, por deseos de las altas esferas y a pesar de la opinión contraria de los arquitectos, lo colocaba precisamente en el extremo norte del Foro Itálico.
El complejo habría debido ser el nuevo Palazzo del Littorio, sede del Partido Nacional Fascista, pero ya en 1940 se cambió su destino por el de sede del Ministerio de Asuntos Exteriores. Las obras fueron interrumpidas en 1943 y se retomaron en la posguerra (1946). En 1959 el Palazzo della Farnesina fue terminado por los mismos arquitectos, con leves modificaciones respecto al proyecto original, y se convirtió en la nueva sede del Ministerio de Asuntos Exteriores, hasta entonces disperso en trece sedes separadas.
La fachada de travertino se hace vibrante gracias al diseño del revestimiento y a las aperturas desiguales en los diferentes niveles. Con más de 1300 estancias y nueve plantas, y una fachada de 169 metros de longitud y 51 de altura, cubre una superficie de 120 000 m² y tiene un volumen construido de 720 000 m³. La Farnesina es, junto con el Palacio Real de Caserta, uno de los edificios más voluminosos de Italia.

## Colección de arte

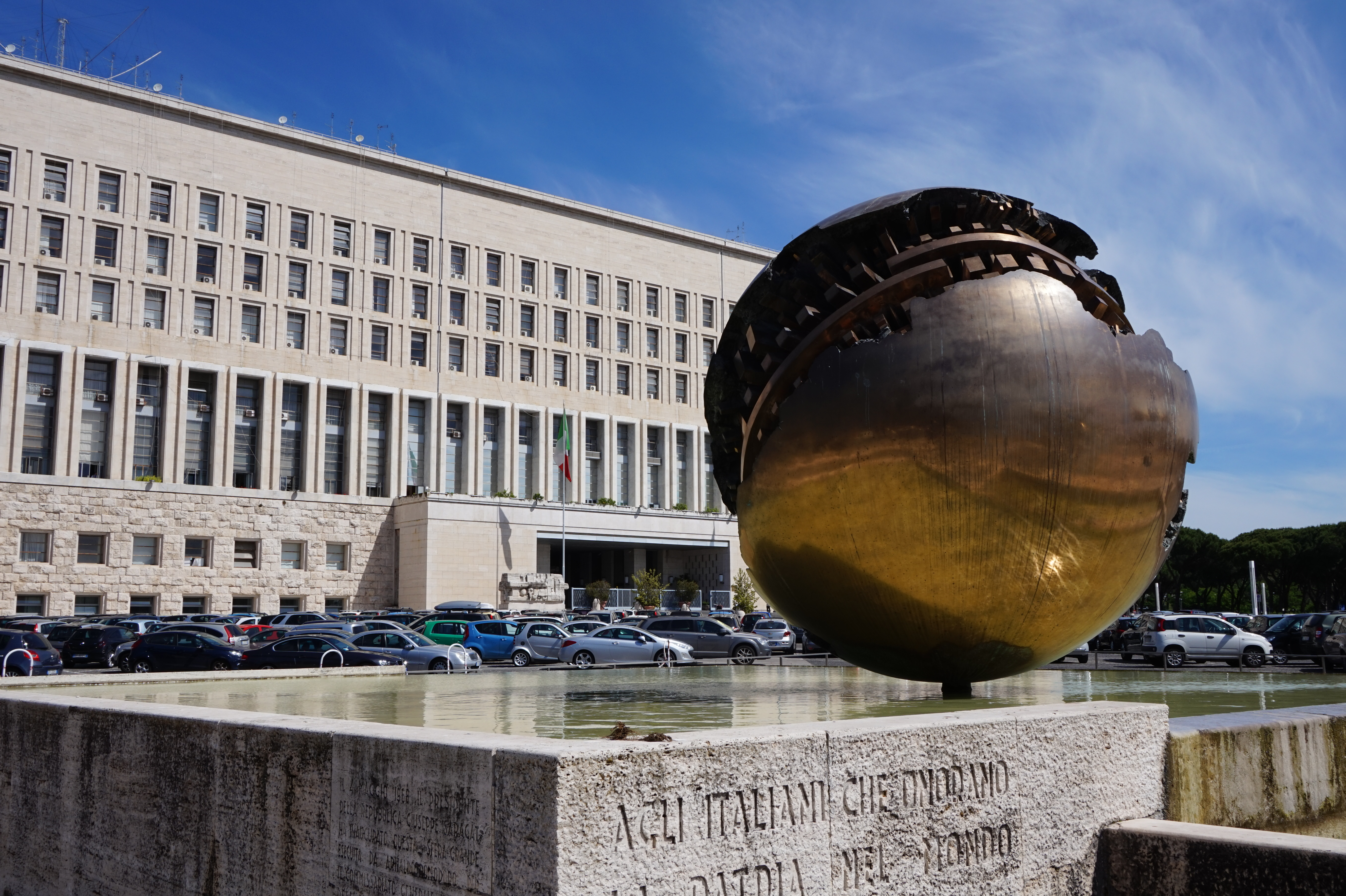
La fachada del edificio con la Sfera grande en primer plano.

En 1999 la Dirección General de Promoción y Cooperación Cultural del Ministerio de Asuntos Exteriores lanzó la iniciativa de exponer en el Palazzo della Farnesina un conjunto de obras representativas del arte italiano del siglo XX. La Collezione Farnesina recorre la historia del arte italiano del siglo XX a través de las corrientes del modernismo, el futurismo, la metafísica, el arte abstracto, el arte pobre, la transvanguardia y la escuela de Via Cavour. La colección cubre la historia del arte italiano del siglo XX e incluye importantes obras de Alighiero Boetti, Salvatore Garau, Michelangelo Pistoletto, Umberto Boccioni, Fortunato Depero, Mario Sironi, Giorgio De Chirico, Carlo Carrà, Giuseppe Capogrossi, Alberto Burri, Carla Accardi, Piero Dorazio, Giacomo Balla, Emilio Vedova, Renato Guttuso, Fabrizio Plessi, Jannis Kounellis, Sandro Chia y Mimmo Paladino.
En 2008 se amplió la colección de arte italiano de la Farnesina, creando una nueva colección que reúne obras de las últimas generaciones de artistas italianos. La nueva Collezione Farnesina Experimenta se inauguró el 5 de julio de 2008, en el ámbito de Farnesina Porte Aperte. El 13 de marzo de 2009 se anunció la creación de una tercera colección, la Collezione Farnesina Design.
En el exterior del Palazzo della Farnesina se encuentra una obra del famoso escultor Arnaldo Pomodoro llamada Sfera grande; la obra fue concebida para la Expo de Montreal de 1967 y posteriormente fue colocada delante del Palazzo della Farnesina.